# Általános Nemzeti Élőhely-osztályozási Rendszer
Az Általános Nemzeti Élőhely-osztályozási Rendszert (rövidített nevén: Á-NÉRt) a  20. század utolsó éveiben a Nemzeti Biodiverzitás-monitorozó Rendszer hívta életre, mint a társulásoknál szélesebb körben alkalmazható élőhely-osztályozási rendszert. Viszonylag kevés és tág élőhely kategóriával dolgozik, hogy megkönnyítse a felhasználók tájékozódását. Degradált élőhelyeken is használható.
Az ÁNÉR élőhelytípusok csoportjai: 
A. Hínarasok
B. Mocsarak
C. Forráslápok
D. Üde sík- és dombvidéki rétek és rétlápok
E. Domb- és hegyvidéki gyepek
F. Szikesek
G. Nyílt szárazgyepek
H. Zárt száraz és félszáraz gyepek
I. Nem rudeális pionír növényzet
J. Liget- és láperdők
K. Üde lomboserdők
L. Zárt száraz lomboserdők
M. Fellazuló száraz lomboserdők és cserjések
N. Fenyőerdők
O. Másodlagos illetve jellegtelen származékmocsarak, rétek és gyepek
P. Természetközeli, részben másodlagos gyep-erdő mozaikok
R. Másodlagos, illetve jellegtelen származékerdők és ligetek
S. Telepített erdészeti faültetvények és származékaik
T. Agrár élőhelyek
U. Egyéb élőhelyek.
- Kategóriáinak száma: 116
- Felhasználásának léptéke:  1:10 000 és 1:25 000